# Rhincodon typus
El tiburón ballena (Rhincodon typus) es una especie de elasmobranquio orectolobiforme, único miembro de la familia Rhincodontidae y del género Rhincodon; es el pez existente más grande del mundo, con aproximadamente 15m  de longitud. Presenta una alimentación por filtración. Habita en aguas cálidas tropicales y subtropicales. Se ha sugerido que habita en la Tierra desde hace 60 millones de años. En México se considera amenazado.

## Nombre

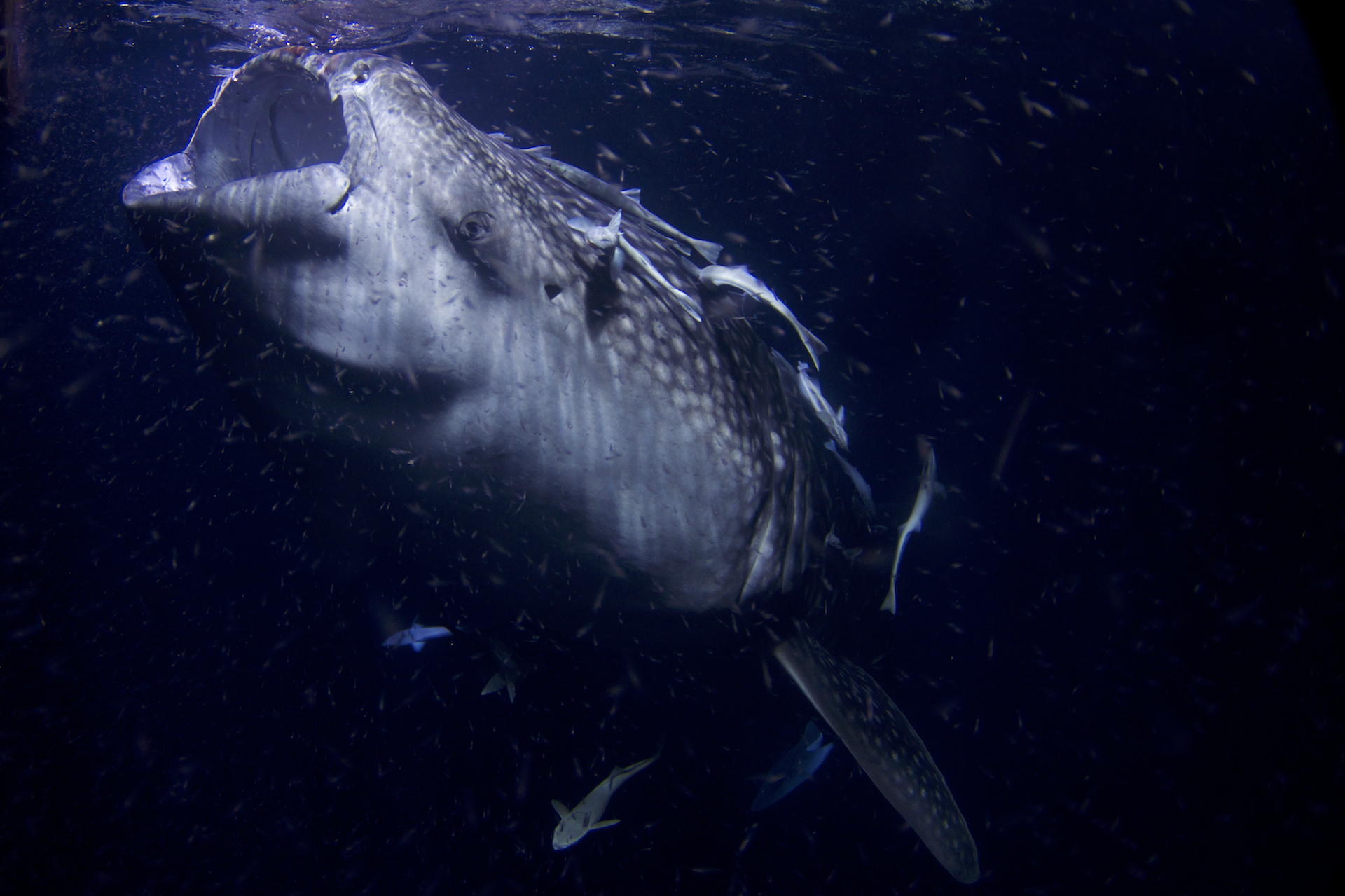
Tiburón ballena de 8 metros de largo, filtrando plancton por la noche, en Maldivas.

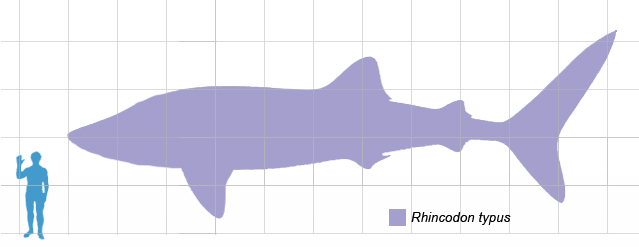
Tamaño comparado con un humano.

El primer ejemplar identificado medía 4,6 metros de longitud y fue arponeado y capturado en las costas de Table Bay, Sudáfrica, en 1828. El espécimen fue vendido por 6 £, y su holotipo se muestra en el Museo de Historia Natural de París. La primera cita científica fue dada al año siguiente por Andrew Smith, un médico militar vinculado al ejército británico, que se encontraba estacionado en Ciudad del Cabo. En 1849 publicó una descripción más detallada de la especie. Se le asignó el nombre de "tiburón ballena" debido a la fisiología del pez, ya que se trata de un tiburón pero posee un tamaño comparable al de una ballena. En la religión vietnamita se le venera como a una deidad, y se le llama "Ca Ong", que significa literalmente "Señor Pez". También recibe el nombre de pez dominó, dámero, o pez dama, por el clásico juego de mesa.

## Características genómicas
El genoma del tiburón ballena está compuesto por aproximadamente 3,2 Gb. El genoma de este animal tiene un contenido en GC del 42 % y un 50 % de elementos genéticos transponibles (27 % son LINEs). Se predice que el genoma del tiburón ballena está compuesto por 28 483 genes codificantes de proteínas. Este tiburón es uno de los animales con la tasa evolutiva más lenta entre los vertebrados. Se sabe que la mayor parte de los genes de este animal son ancestrales (>684 MA), unos pocos aparecieron hace 684-93 MA atrás, y varios (35 %) han aparecido en época reciente (93 MA-presente). Esto indica la conservación de un gran número de genes en esta especie y un potencial de innovación de genes reciente, en los últimos 94 MA.
Relación entre características fisiológicas y genómicas
La gran longevidad del tiburón ballena es explicada por la elevada masa corporal, además de la extremadamente baja tasa metabólica basal ajustada a la masa y a la temperatura. Tiene también un genoma y un tamaño intrónico relativamente grande debido a la expansión de múltiples tipos de elementos repetitivos. Además, la secuencia codificante de este tiburón es mucho menor que el de muchas de las especies de cordados, lo que podría estar relacionado con una menor tasa metabólica basal ajustada y por tanto una mayor longevidad. Los genes de conectividad neuronal están incrementados en tamaño en esta especie. Parece ser que estos genes podrían estar relacionados con una mayor longevidad. Se ha observado que el tamaño de numerosos genes relacionados con el metabolismo y el mantenimiento de los telómeros está correlacionado con la tasa metabólica basal, el peso corporal y la longevidad. Esto explicaría el hecho de que existe una relación evolutiva entre el tamaño de los genes y numerosos rasgos fisiológicos en el tiburón ballena y otros cordados.

## Hábitat
Habita en los océanos y mares cálidos, cerca de los trópicos, aunque algunos ejemplares han sido observados en aguas más frías, como las de la costa de Nueva York. Se cree que son peces pelágicos, pero en determinadas temporadas migran grandes distancias hacia zonas costeras, como Ningaloo Reef en Australia Occidental, Utila en Honduras, Donsol y Batangas en Filipinas, la isla de Holbox en el estado de Quintana Roo, las penínsulas de Yucatán y Baja California, México, costas del Pacífico colombiano en el Chocó (Bahía Solano y Nuquí), costas de Venezuela (ocumare de la Costa) las islas del archipiélago de Zanzíbar (Pemba y Unguja), en la costa de Tanzania, en Ceiba y en el archipiélago de las Perlas en Panamá.Y se le puede encontrar en la playa Los Cóbanos en el distrito de Acajutla, departamento de Sonsonate, El Salvador. Aunque es frecuente encontrarlo mar adentro, también es posible avistarlo cerca de la costa, entrando en lagunas o atolones de coral, y cerca de las desembocaduras de los ríos. Suele permanecer dentro de los ±31° de latitud, y a una profundidad de 700 metros. Suele actuar de forma solitaria, aunque de vez en cuando forman grupos para alimentarse en zonas con grandes concentraciones de comida. Los machos pueden encontrarse en lugares más dispares, mientras que las hembras prefieren permanecer en lugares más concretos.

## Anatomía

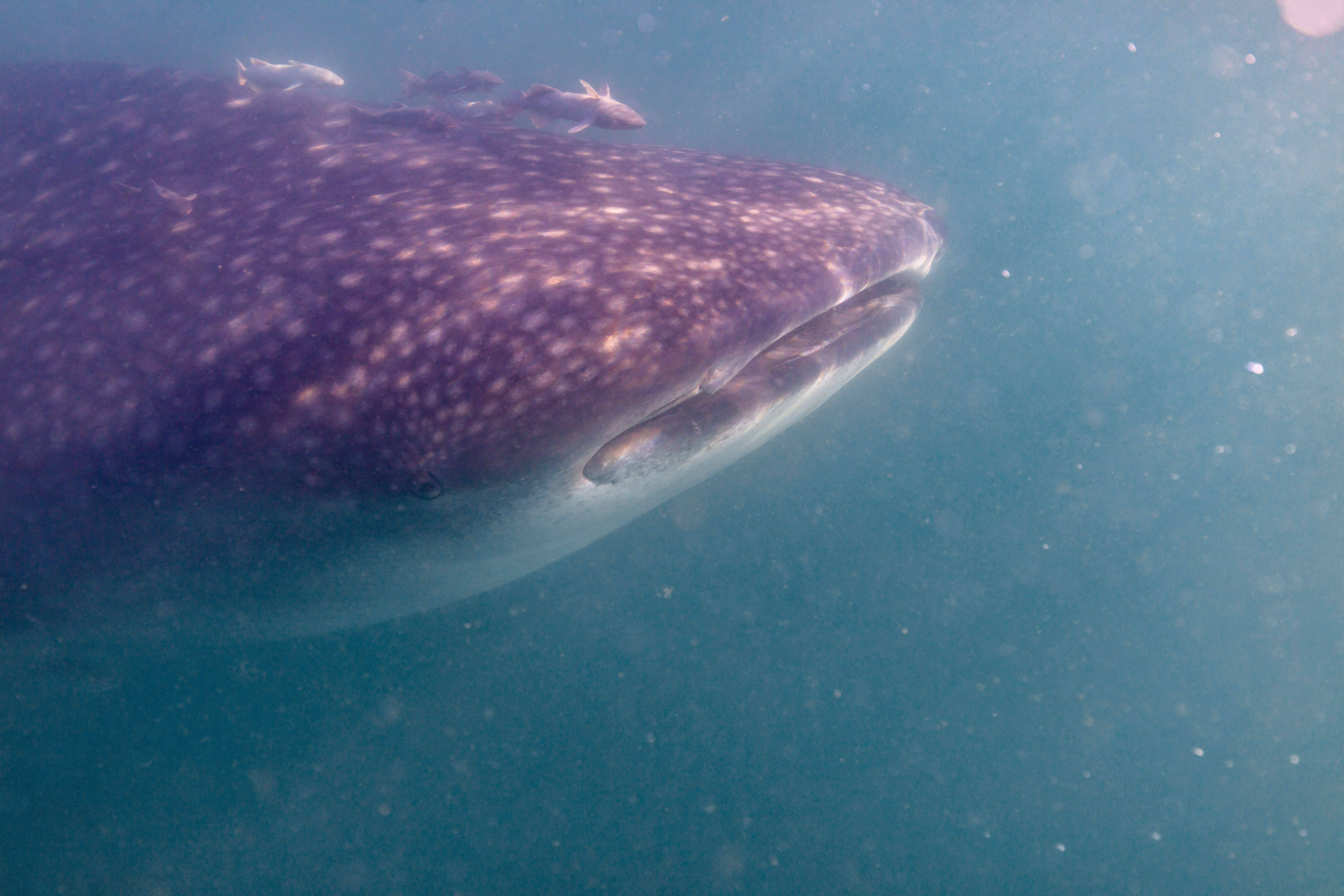
Tiburón ballena en Baja California, México.

Su vientre es totalmente blanco, mientras que su dorso es de un color grisáceo, más oscuro que la mayoría de los tiburones, con multitud de lunares y líneas horizontales y verticales de color blanco o amarillento, de tal forma que se asemeja a un tablero de ajedrez. Estas manchas representan un patrón único en cada espécimen, por lo que se utilizan para identificarlos y para censar su población. Su piel puede llegar a tener 10 centímetros de grosor. Su cuerpo es hidrodinámico, alargado y robusto, y presenta varios resaltes longitudinales en la cabeza y el dorso. Su cabeza es ancha y aplanada, y en sus laterales se sitúan dos pequeños ojos, detrás de los cuales están los espiráculos. Su enorme boca puede llegar a medir 1,5 metros de ancho, capacidad suficiente como para albergar a una foca nadando de costado, y en sus mandíbulas se halla una gran cantidad de filas de pequeños dientes. Tiene cinco grandes pares de branquias, cuyas hendiduras son enormes. Posee un par de aletas dorsales y aletas pectorales, siendo estas últimas muy poderosas. La cola de estos seres puede medir más de 2,5 metros de lado a lado. En los tiburones ballena jóvenes la aleta superior de la cola es más grande que la aleta inferior, en cambio la cola de un adulto tiene forma de media luna, y es la que les proporciona la propulsión. Sin embargo, el tiburón ballena no es un nadador eficiente, pues utiliza todo el cuerpo para nadar, lo cual no suele ser frecuente en los peces, y por ello se desplaza a una velocidad media de 5 km/h, una velocidad relativamente lenta para un pez de tan enorme tamaño.
El espécimen más grande del que se tiene registro fue capturado el 11 de noviembre de 1947, muy próximo a la isla de Baba, cerca de Karachi, Pakistán. Medía 12,65 metros de largo y pesaba más de 21,5 toneladas. Sin embargo, existen muchas historias de tiburones ballena más grandes, se mencionan longitudes de por encima de los 18 metros, que, por otra parte, no son nada extrañas en la literatura popular, pero no existen registros ni pruebas científicas que sustenten su existencia. En 1868, el botánico irlandés Edward Perceval Wright, mientras veraneaba en las islas Seychelles, observó algunos especímenes de tiburones ballena, y aseguró haber visto ejemplares de más de 15 metros de longitud, e incluso alguno que sobrepasaba los 21 metros.
En una publicación de 1925, Hugh McCormick Smith describe a un tiburón ballena de enorme tamaño atrapado en una trampa para peces de bambú de Tailandia en 1919. El tiburón era demasiado pesado como para desembarcarlo en tierra firme, pero Smith estimó que su longitud era de al menos 17 metros, y que su peso rondaba las 37 toneladas, aunque más tarde se exageraron estas cifras, llegándose a afirmar que medía 17,98 metros y que pesaba 43 toneladas. Incluso ha habido avisos de tiburones ballena de 23 metros. En 1934, el barco Maurguani se topó con un tiburón ballena mientras navegaba por el sur del océano Pacífico, y le golpeó, lo que hizo que quedara bloqueado en la proa del barco, se cuenta que medía 4,6 m por un lado del barco y 12,3 metros por el otro. De todos modos, no existe documentación fiable sobre ninguno de estos hechos, por lo que siguen siendo poco más que "leyendas marinas".

## Alimentación

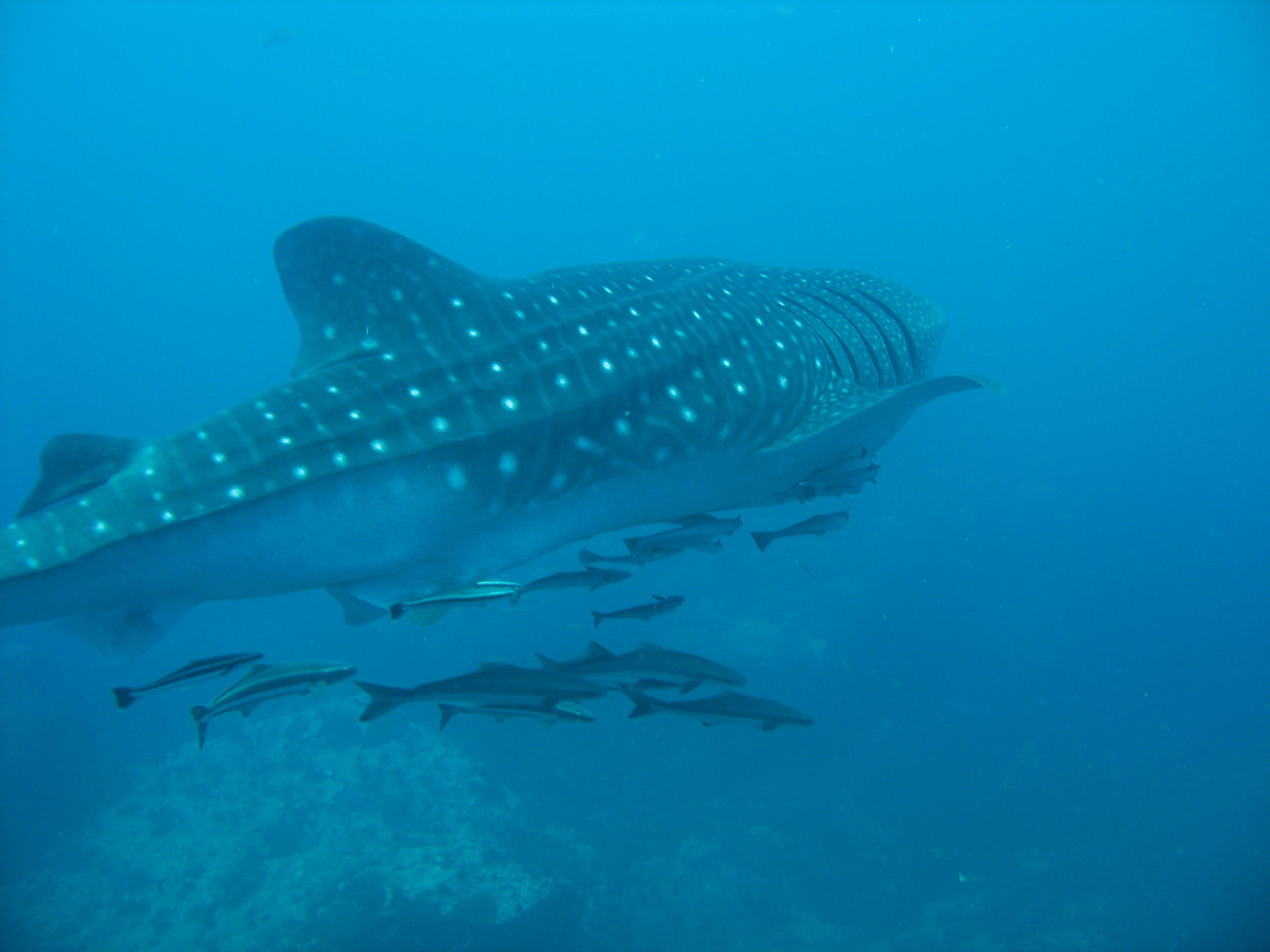
Tiburón ballena nadando junto con otros peces.

Es una de las tres especies de tiburones que se alimentan mediante un mecanismo de filtración del agua, junto con el tiburón peregrino (Cetorhinus maximus) y el tiburón boquiancho (Megachasma pelagios). Se alimenta principalmente de fitoplancton, necton, macro algas, y kril, pero a veces también lo hace de crustáceos, como larvas de cangrejo, calamares, y bancos de peces pequeños, como las anchoas, sardinas, caballa, y atún. Los numerosos dientes de que dispone no juegan ningún papel determinante en la alimentación, de hecho, son de reducido tamaño. En lugar de dientes, el tiburón ballena succiona gran cantidad de agua, y al cerrar la boca la filtra a través de sus peines branquiales. En el pequeño intervalo de tiempo entre que cierra la boca y abre sus peines branquiales, el plancton se queda atrapado en los dentículos dermales. Este mecanismo de filtración previene el paso de todo fluido entre las branquias, y todo lo que mida más de 2 o 3 milímetros de diámetro queda atrapado, e inmediatamente engullido. Se ha observado que estos tiburones emiten una especie de tos, que se trata de un mecanismo de limpieza para expulsar la acumulación de partículas de alimentos en las branquias.

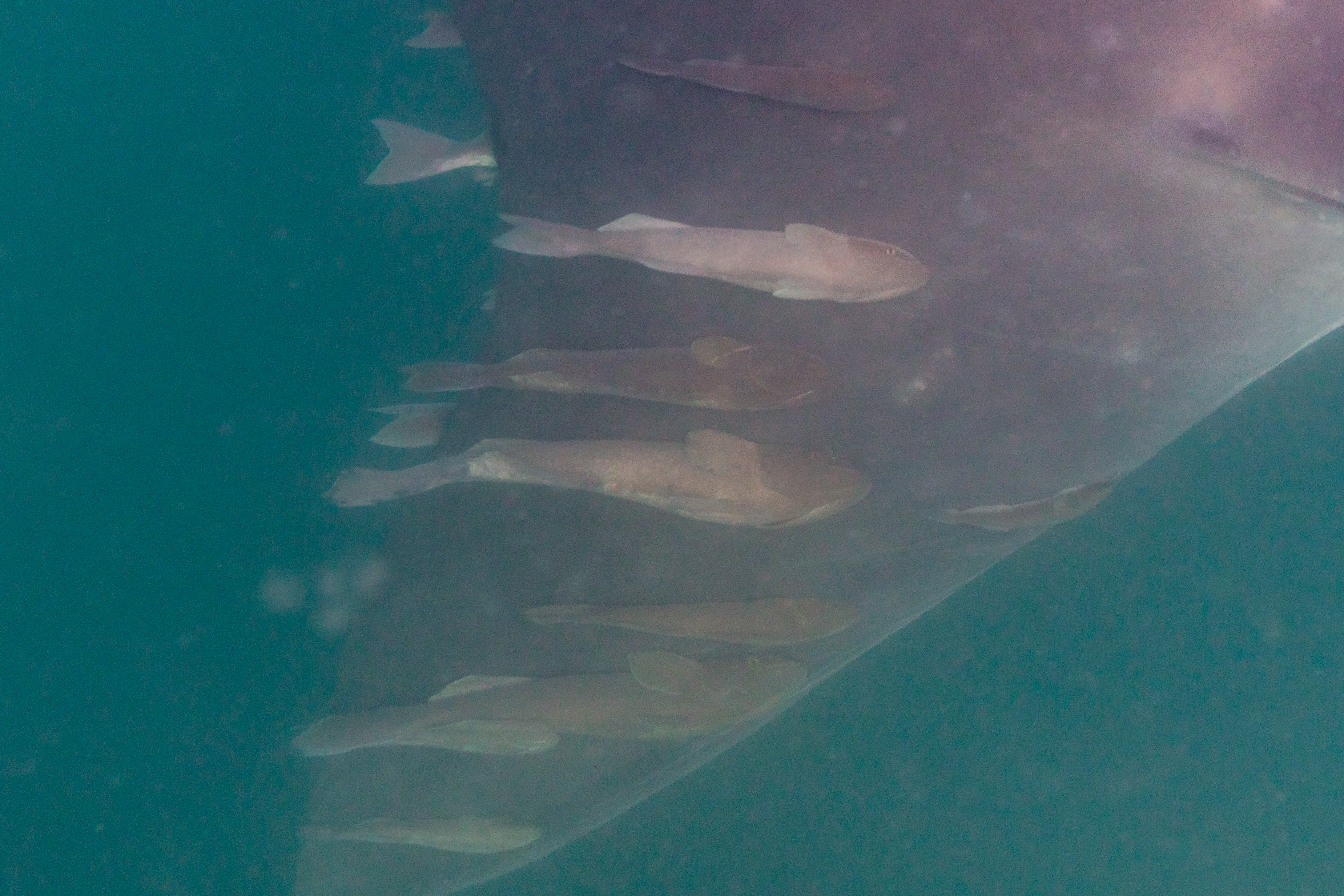
Rémoras blancas (Remora albescens) en un tiburón ballena, La Paz, Baja California, México:

Localiza peces o concentraciones de plancton mediante señales olfativas, pero en vez de tomar el agua constantemente, es capaz de bombearla a través de sus branquias, y puede absorber el agua a una velocidad de 1,7 l/s. El tiburón ballena no necesita avanzar mientras se alimenta, y muchas veces se le observa en posición vertical y moviéndose arriba y abajo mientras bombea y filtra el agua activamente, al contrario que el tiburón peregrino (Cetorhinus maximus), que tiene una forma más pasiva de alimentarse y no bombea el agua, sino que al nadar conduce el agua hacia sus branquias.
Se congregan en torno a los arrecifes de la costa caribeña de Belice, complementando su dieta diaria con las huevas del pargo cubera, que las deposita en las fases del plenilunio y del cuarto creciente y menguante de la Luna en los meses de mayo, junio, y julio.

## Relación con el humano

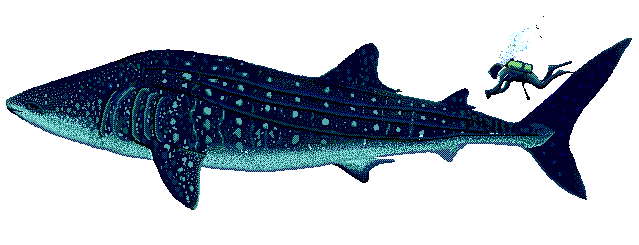
Comparación de tamaño con un ser humano.

Esta especie, a pesar de su enorme tamaño, no supone ningún peligro para el ser humano. Es un ejemplo muy citado ante la fama que tienen los tiburones de devoradores de personas. En realidad, son bastante cariñosos, y suelen ser juguetones con los buzos. Incluso existen informes, aunque sin confirmar, de tiburones ballena que salen a la superficie boca arriba para que el buzo les rasque la barriga y les elimine los parásitos.
Este tiburón es observado muy a menudo por buzos y por turistas a bordo de lanchas frente a la península de Yucatán en la isla de Holbox, en las islas de la Bahía de Honduras, en las islas Maldivas, las islas Galápagos de Ecuador; en Filipinas, Tailandia, el mar Rojo, Ningaloo Reef e isla de Navidad de Australia Occidental, Tofo Beach en Mozambique, y la bahía de Sodwana en Sudáfrica. Algunos de estos lugares, como por ejemplo en Australia Occidental, se han convertido en puntos centrales de la industria del ecoturismo.
La mayor concentración de tiburones ballena en el mundo se encuentra en Filipinas. Entre los meses de enero y mayo, se agrupan en las costas poco profundas de Donsol, en la provincia de Sorsogon. Algunos buceadores muy afortunados han encontrado tiburones ballena en Puerto Rico, en República Dominicana y las islas Seychelles. Entre septiembre y mayo, es muy frecuente toparse con algún ejemplar en la bahía de La Paz, en el estado mexicano de Baja California Sur, así como de mayo a septiembre en la costa noreste del estado mexicano de Quintana Roo. A veces les acompañan pequeños peces, como la rémora. Recientemente, han sido avistados en las proximidades de la isla Tenggol, situada en la costa oeste de Malasia Peninsular, donde también existen varios arrecifes de coral frecuentados por estos tiburones, como la isla Redang o la isla de Kapas.

## Reproducción
Sus hábitos reproductivos no están muy claros. Mediante las observaciones de una hembra en 1910 que tenía 16 huevos en uno de sus oviductos se dedujo erróneamente que eran vivíparos. En 1956 se realizó el estudio de un huevo en la costa de México, y todo indicaba que se trataba de seres ovíparos, pero en julio de 1996 se descubrió una hembra en las costas de Taiwán que tenía unos 300 huevos (el mayor número registrado de todas las especies de tiburón), lo que demostraría que son ovovivíparos. Las crías salen del huevo en el interior de su madre, que les da a luz vivos. Los tiburones recién nacidos suelen medir entre 40 y 60 centímetros de longitud, pero se sabe poco de ellos, ya que los ejemplares jóvenes se dejan ver muy raramente, y no se han realizado estudios morfométricos, ni se sabe mucho de su tasa de crecimiento. Se cree que alcanzan la madurez sexual en torno a los 30 años (9 m), y que viven de media unos 100.

## Estado de conservación
Es el objetivo de la pesca artesanal y de la industria pesquera en varias zonas costeras donde se deja ver ocasionalmente. La población de esta especie es desconocida, pero está considerada por la UICN como una especie en peligro. Será prohibida y penada toda pesca, venta, importación y exportación de tiburones ballena para propósitos comerciales. En Filipinas se aplica esta ley desde 1998, y en Taiwán desde mayo de 2007, país donde cada año se mataban aproximadamente 100 ejemplares.
Recientes estudios han mostrado que el turismo puede estar cambiando algunos de los aspectos de la vida de este tipo de tiburones. En concreto, la perturbación de su hábitat está suponiendo que se vean desplazados, por lo que tienen un mayor gasto energético y ven reducida su velocidad. A la larga, esto supone un cambio en su ecosistema natural, por las muchas implicaciones que su desarrollo ordinario mantuvo respecto a otras especies.

## En cautiverio

Tiburón ballena en el Acuario de Georgia

La principal atracción del Acuario Kaiyukan, en Osaka, Japón, es un tiburón ballena, y a partir de 2005, tres ejemplares se están estudiando en cautividad en el Acuario Churaumi de Japón. En el Acuario de Georgia, situado en Atlanta, se conservan cuatro más de estos tiburones, dos machos, de nombres Taroko y Yushan, y dos hembras, de nombres Alice y Trixie. En este mismo acuario, Ralph y Norton, dos tiburones machos en cautividad, murieron el 11 de enero de 2007 y el 13 de junio de 2007 respectivamente. Los dos machos que se encuentran en la actualidad en el acuario se añadieron el 3 de junio de 2006 con el objetivo de estudiar la reproducción de esta especie en cautividad. Los seis tiburones ballena fueron traídos desde Taiwán, donde los tiburones son un rico y preciado manjar debido a la textura y el sabor de su carne.[cita requerida]

## Migración

#### Patrones migratorios en México y Ecuador del tiburón ballena
Se han realizado dos estudios en paralelo uno en el noroeste del país y otro en el sureste. Se ha podido comprobar que la especie no tiene patrones establecidos en cuanto al proceso de migración. Aproximadamente el 20 % de los tiburones ballena jóvenes que llega al golfo de California se distribuyen entre las bahías de los Ángeles y de la Paz. En su mayoría recorren entre 2100 y 4900 kilómetros. Los ejemplares jóvenes permanecen dentro del golfo de California posiblemente para protegerse de depredadores y conseguir alimento. Los adultos viajan al sur y las hembras preñadas dejan el golfo de California.Estas hembras viajan hacia las islas Galápagos y la isla del Coco, donde gracias al proyecto "Tiburón Ballena de Galápagos", se han avistado más de 200 ejemplares, 90 ya marcados por la asociación. En septiembre de 2020, se documentó el primer recorrido completo de una hembra de tiburón ballena desde el archipiélago de las Galápagos hasta la isla del Coco, la hembra de 12 metros de longitud bautizada Coco, por la isla, hizo un recorrido de aproximadamente 700 kilómetros. El paso regular de hembras preñadas ha favorecido a la presión ejercida hacia los países, Ecuador y México, para que aumenten la zona protegida de la pesca furtiva alrededor de las islas, si se lleva a cabo el aumento, la zona podría comprender un área de 240 000 kilómetros cuadrados, pudiendo así resguardar a todo tipo de especies no solo tiburones ballena, sino también tortugas, rayas y otros tipo de tiburones.
En un estudio financiado por National Geographic Society en el Laboratorio Marino Mote de nueve años de duración, se han mapeado por vía satélite los patrones de migración de esta especie. Se ha podido observar que entre mayo y septiembre en una localidad al noreste de la península de Yucatán se reúnen hasta 800 ejemplares en un sitio rico en plancton. Ellos regresan hasta después de seis años al mismo sitio e inclusive vuelven durante varios años consecutivos, para distribuirse posteriormente en zonas aledañas.
Las doce localidades principales de avistamiento se ubican entre el oeste de Australia e Indonesia hasta Belice, pero no pueden equiparase en cantidad con la enclavada en el Caribe. Por el momento no se tiene conocimiento de su actividad durante la mitad más fría del año.

## Etimología
Rhincodon: {gr, rhyngchos}, hocico + {gr, odous}, diente.
typus: {gr, typos, -ou}, golpe o marca impresa. 